# Reiherbach (Edersee)
Der Reiherbach, im Oberlauf Selbach genannt, ist ein 8,4 km langer nördlicher Zufluss des Edersees im nordhessischen Landkreis Waldeck-Frankenberg.
Vor dem Bau der Edertalsperre war der Reiherbach ein orografisch linker bzw. nordöstlicher Nebenfluss des ebenfalls dem Edersee zufließenden Eder-Nebenflusses Werbe.

## Verlauf
Der Reiherbach entspringt 1,75 km südlich von Freienhagen, einem nördlichen Stadtteil von Waldeck, am Langen Wald rund 500 m nordwestlich des Heitzelbergs (467,4 m ü. NN). An dessen bewaldeter Flanke liegt die Quelle im „Kirchgrund“ auf rund 390 m ü. NN. 
Anfangs fließt der Bach in Richtung Süden zum und durch den kleinsten Waldecker Stadtteil, Selbach, mit dem ehemaligen Jagdschloss Friedrichsthal. Im Dorf mündet von Westen der „Vogelgraben“ ein. 
Ungefähr 650 m (Luftlinie) südöstlich bzw. unterhalb Selbachs wird der Reiherbach beim Bachkilometer 5,3 zwischen den Waldecker Stadtteilen Netze im Südosten und Sachsenhausen im Westen vom 193 m langen und 28 m hohen Selbacher Viadukt, der so genannten Reiherbachbrücke, überquert. Diese ist Teil der stillgelegten Ederseebahn, die im Abschnitt Korbach–Buhlen in den Ederseebahn-Radweg umgewandelt wurde. Danach führt zwischen den zuletzt genannten Orten beim Bachkilometer 4,9 die B 485 über den Bach.
Anschließend verläuft der Reiherbach nach Südwesten durch den zu Waldeck gehörenden Weiler „In der Reiherbach“ (299 m ü. NN) und dann durch ein enges, von Wald gesäumtes Tal, an dessen Ausgang der aus Richtung Nordwesten bzw. Sachsenhausen kommende Klingebach einmündet. 
Am Talausgang erreicht der Bach den Waldecker Stadtteil Nieder-Werbe, der an der Nordgrenze des Naturparks Kellerwald-Edersee liegt. Im Dorf mündet der Reiherbach auf rund 245 m ü. NN in das größere von zwei benachbarten Edersee-Vorbecken.

## Wasserscheide
Die Quelle des Reiherbachs liegt nahe der Diemel-Eder/Fulda/Weser-Wasserscheide: Das Wasser des etwa nach Südwesten fließenden Reiherbachs entwässert vom Edersee in Richtung Osten bzw. Nordosten über Eder und Fulda in die Weser, während jenes der einiges nördlich des Heitzelbergs nahe dem südlichen Ortsrand von Freienhagen entspringenden Watter vorerst nordwärts und dann über die Twiste und Diemel nach Nordosten in die Weser fließt.

## Einzugsgebiet und Nebenflüsse
Zu den Nebenflüssen des Reiherbachs, dessen Einzugsgebiet 27,322 km² umfasst, gehören flussabwärts betrachtet (mit Gewässerlänge und Mündungsort mit Reiherbachkilometer): 
- Vogelgraben (rechtsseitig; 1,6 km; in Selbach, km 6,0)
- Klingebach (rechtsseitig; 7,4 km; oberhalb Nieder-Werbe, km 0,8)